# Olympische Sommerspiele 2012/Boxen – Halbfliegengewicht (Männer)
Der Boxwettbewerb im Halbfliegengewicht der Männer (bis 49 kg) bei den Olympischen Spielen 2012 in London wurde vom 31. Juli bis zum 12. August 2012 im Exhibition Centre London ausgetragen. 26 Boxer nahmen teil.
Der Wettbewerb wurde im K.-o.-System ausgetragen. Begonnen wurde mit der 1. Runde, die 32 Startplätze umfasste. Da sich nur 26 Boxer qualifizierten, wurden sechs Athleten Freilose zugelost. Die Gewinner kamen ins Achtelfinale, Viertelfinale und Halbfinale. Die Gewinner der Halbfinales kämpften um die Goldmedaille, beide Verlierer erhielten die Bronzemedaille.

## Titelträger
| Olympiasieger | Zhou Shiming ( Volksrepublik China) | Peking 2008                         |
| Weltmeister   | Zhou Shiming ( Volksrepublik China) | Baku 2011 (dort als Fliegengewicht) |

## 1. Runde
31. Juli 2012
| Boxer 1        | Ergebnis                     | Boxer 2        |
| -------------- | ---------------------------- | -------------- |
| S. Zhou        | Freilos                      |                |
| B. Ward        | 4 - 26                       | Y. Veitía      |
| M. A. Barriga  | 17 - 7                       | M. Cappai      |
| B. Schaqypow   | 18 - 17                      | J. Beccu       |
| P. Barnes      | Freilos                      |                |
| T. Essomba     | 13 - 10                      | A. Daraa       |
| D. Singh       | Abbruch durch Schiedsrichter | B. Molina      |
| P. Serdamba    | Freilos                      |                |
| D. Hajrapetjan | Freilos                      |                |
| J. Ortiz       | 20 - 6                       | S. Tetteh      |
| F. Pehlivan    | 16 - 6                       | C. Suárez      |
| R. El-Awadi    | Freilos                      |                |
| K. de la Nieve | 11 - 14                      | C. Quipo       |
| M. Flissi      | 11 - 19                      | K. Pongprayoon |
| A. Alexandrow  | 22 - 7                       | J. Máquina     |
| J. H. Shin     | Freilos                      |                |

## Achtelfinale
4. August 2012
| Boxer 1        | Ergebnis | Boxer 2        |
| -------------- | -------- | -------------- |
| S. Zhou        | 14 - 11  | B. Ward        |
| M. A. Barriga  | 16 - 17  | B. Schaqypow   |
| P. Barnes      | 15 - 10  | T. Essomba     |
| D. Singh       | 16 - 11  | P. Serdamba    |
| D. Hajrapetjan | 15 - 13  | J. Ortiz       |
| F. Pehlivan    | 20 - 6   | R. El-Awadi    |
| C. Quipo       | 6 - 10   | K. Pongprayoon |
| A. Alexandrow  | 15 - 14  | J. H. Shin     |

## Viertelfinale
8. August 2012
| Boxer 1        | Ergebnis | Boxer 2       |
| -------------- | -------- | ------------- |
| S. Zhou        | 13 - 10  | B. Schaqypow  |
| P. Barnes      | 23 - 18  | D. Singh      |
| D. Hajrapetjan | 19 - 11  | F. Pehlivan   |
| K. Pongprayoon | 16 - 10  | A. Alexandrow |

## Halbfinale
10. August 2012
| Boxer 1        | Ergebnis                                       | Boxer 2        |
| -------------- | ---------------------------------------------- | -------------- |
| S. Zhou        | 15 - 15 Entscheidung durch Hilfspunkte 45 - 44 | P. Barnes      |
| D. Hajrapetjan | 12 - 13                                        | K. Pongprayoon |

## Finale
11. August 2012, 21:30 Uhr (MESZ)
Zhou Shiming ist der erste Boxer in Halbfliegengewicht, der seinen olympischen Titel verteidigen konnte.

Die beiden Finaliste waren mit 31 (Shiming) bzw. 32 Jahren (Pongprayoon) die mit Abstand ältesten Teilnehmer des Feldes.
| Boxer 1 | Ergebnis | Boxer 2        |
| ------- | -------- | -------------- |
| S. Zhou | 13 - 10  | K. Pongprayoon |

## Medaillen
| Platz | Name              | Nation              |
| ----- | ----------------- | ------------------- |
| 01    | Zhou Shiming      | Volksrepublik China |
| 02    | Kaew Pongprayoon  | Thailand            |
| 03    | Paddy Barnes      | Irland              |
| 03    | David Hajrapetjan | Russland            |

## Bildergalerie

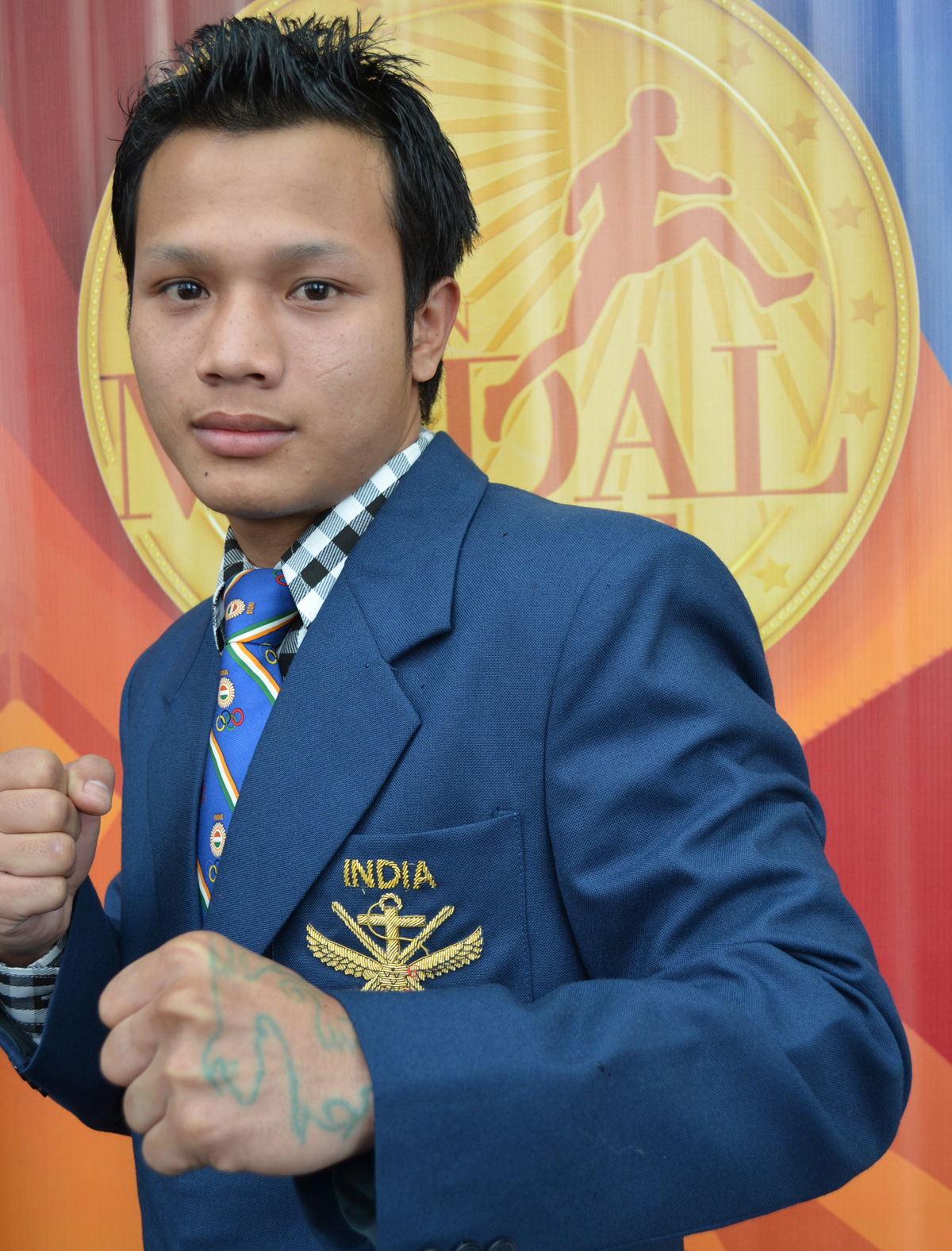
Devendro Singh (IND) scheiterte im Viertelfinale
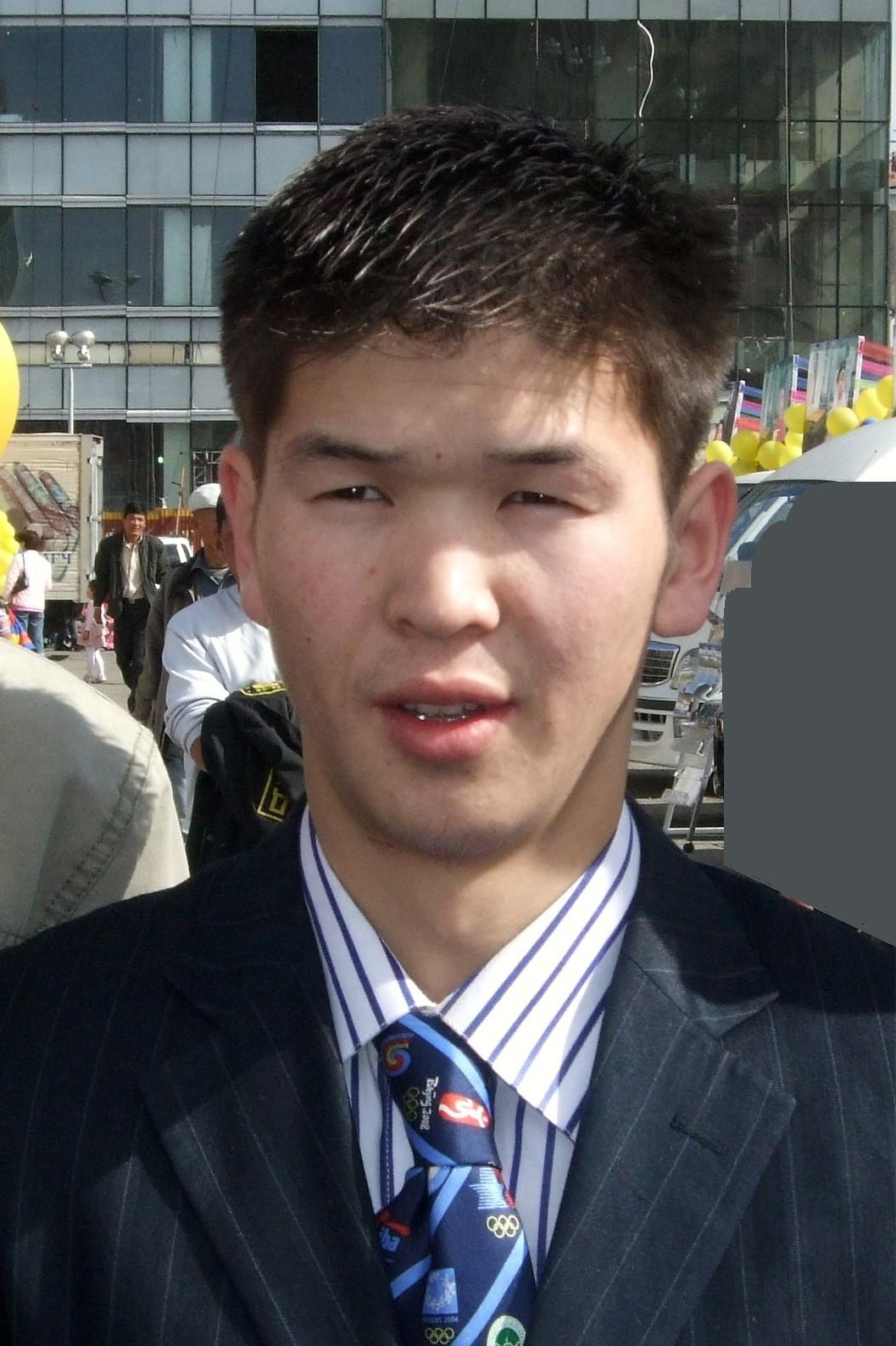
Pürewdordschiin Serdamba, der mongolische Finalist von 2008, unterlag in seinem ersten Kampf
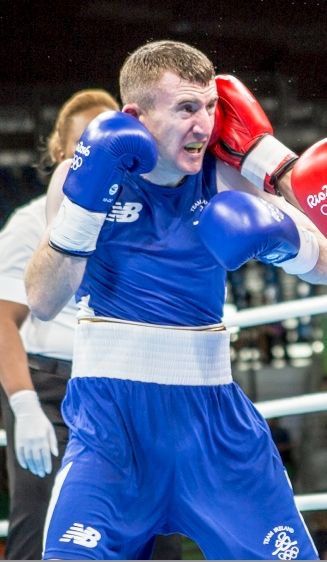
Paddy Barnes, Bronzegewinner 2012